# Typhoniinae
De Typhoniinae zijn een onderfamilie van vlinders uit de familie van de zakjesdragers (Psychidae). 

## Geslachtgroepen
- Dissoctenioidini Rebel, 1940
- Penestoglossini Tutt, 1900
- Typhoniini Lederer, 1852

## Geslachten die niet in een geslachtengroep zijn geplaatst
- Antillonatus Núñez & Davis, 2016
- Pterogyne Davis, 1975